# Ischnosiphon heleniae
Ischnosiphon heleniae är en strimbladsväxtart som beskrevs av Bengt Lennart Andersson. Ischnosiphon heleniae ingår i släktet Ischnosiphon och familjen strimbladsväxter. Inga underarter finns listade.